# Agalinis maritima
Agalinis maritima là loài thực vật có hoa thuộc họ Cỏ chổi. Loài này được (Raf.) Raf. mô tả khoa học đầu tiên năm 1837.

## Hình ảnh

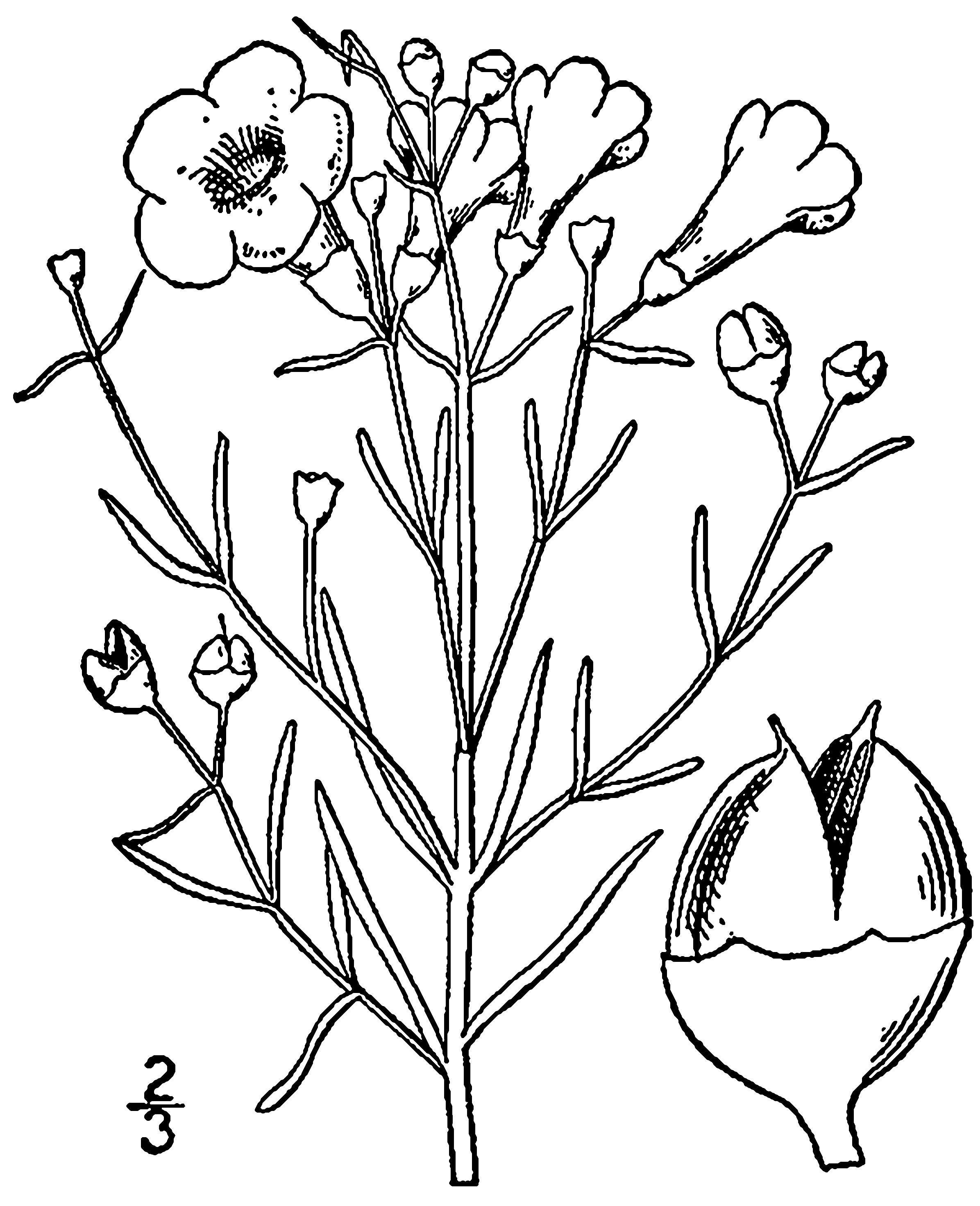